# Ferda Mravenec (seriál, 1987)
Ferda Mravenec (anglicky Ferdy the Ant, německy Ferdy) je německý televizní seriál z roku 1984 na motivy knih o Ferdovi Mravencovi od Ondřeje Sekory. Z knih přebírá hlavní postavy (Ferda, Brouk Pytlík, Beruška, Hlemýžď), další si ale přidává (Pavouk Arambula, Kulda/Faldík, Okáč). Jsou zde přidány mnohé moderní předměty a události (žvýkačky, vyvolávání duchů, soutěž krásy).

## Videohra
V roce 2002 vydala společnost Centauri Productions na motivy seriálu 3D epizodickou arkádovou videohru pro PC.

## Domácí média
V roce 1986 vyšly v USA vybrané epizody seriálu v anglickém dabingu Harmony Gold USA na malé VHS. V České republice byl vydán celý seriál na DVD v roce 2003.

## České znění

### Československá televize 1987
- Vlastimil Brodský – vypravěč
- Jiří Prager – Ferda
- Oldřich Kaiser – Brouk Pytlík
- Naďa Konvalinková – Beruška
- Miroslav Vladyka – Pes Fousek
- Jiří Lábus – pavouk Arambula
- Ota Jirák – Kulda
- Uršula Kluková – Moucha
- Michal Pavlata – Cvrček
- Ladislav Potměšil – Okáč
- Jiří Zavřel – více rolí
- Václav Postránecký – více rolí
- Pavel Trávníček – více rolí
- Marcela Králová – zpěv závěrečné písně

- Překlad: Vladislav Čejchan (díl 1–13), František Sádek (díl 14–26)
- Režie českého znění: Zdeněk Hnilica

Vyrobila Hlavní redakce pořadů ze zahraničí ČST Praha 1987

### Nova 1998
Tento dabing byl rovněž použit na DVD.
- Pavel Zedníček – vypravěč
- Marek Eben – Ferda
- Karel Heřmánek – Brouk Pytlík
- Veronika Gajerová – Beruška
- Petr Nárožný – pavouk Arambula
- Jiří Lábus – Faldík
- Ota Jirák – Hlemýžď Oskar
- Petr Vacek – Pes Čmuchálek
- Inka Šecová – paní Ruměnice
- Ondřej Vetchý – Cvrček
- Radovan Vaculík – Randy
- Pavel Šrom – Hrbáč
- Jaroslava Kretschmerová – Vanda
- Zbyšek Pantůček – Kůň/moucha
- Dále v českém znění: David Suchařípa, Jiří Knot, Jaroslav Kaňkovský, Jiří Bruder, Bohdan Tůma, Eva Spoustová
- Režie českého znění: Jitka Tošilová

Vyrobila ČNTS spol. s. r. o. Nova , 1998